# Rece do góry
Rece do góry (en català seria: mans enlaire) és una pel·lícula polonesa dirigida per Jerzy Skolimowski, realitzada el 1967, prohibida per la censura i estrenada el 1981al 34è Festival Internacional de Cinema de Canes.

## Argument
Censurada per les autoritats poloneses, aquesta pel·lícula va ser reeditada i es van afegir algunes seqüències. Comença amb un tema de ciència-ficció: les imatges abstractes i la música electrònica porten l'espectador des de ruïnes del Líban fins a l'escenari de la pel·lícula The Forgery de Voelker Schloendorf, on Skolimowski fa un paper protagonista. Un altre gir ens porta a Londres, on Skolimowski filma una escena als carrers. Hi ha també tornades al passat amb velles seqüències, presentant actors polonesos en una escena que s'assembla al teatre experimental de Kantor.

## Repartiment
- Jerzy Skolimowski: Andrzej Leszczyc, Zastawa
- Joanna Szczerbic: Alfa
- Tadeusz Lomnicki: Opel Record
- Adam Hanuszkiewicz: Roméo
- Bogumil Kobiela: Wartburg
- Alan Bates: Wikto
- Jane Asher: ella mateixa
- David Essex
- Bruno Ganz
- Karol Kulik
- Michael Sarne
- Volker Schlöndorff
- Margarethe von Trotta
- Fred Zinnemann